# Anne Lorain Lanier
Anne Lorain Lanier García de Paredes, (Ciudad de Panamá, 28 de abril de 1990) es una artista panameña, ha participado en diversos concursos como lo son el Proyecto Estrella 20-30 (Panamá) y Latin American Idol (Temporada 3).

## Biografía
Nació un 28 de abril de 1990 (Panamá, Panamá), desde muy pequeña ha amado la música y el medio artístico. Incursiona en su carrera musical a los 14 años participando en el concurso Proyecto Estrella 2005 del Club Activo 20-30 quedando entre los 12 finalistas en el cual se le otorga el premio especial como la favorita de los televidentes, luego de esto se prepara tomando clases de canto en el Conservatorio Nacional de Panamá y así audiciona nuevamente para concursar en el Proyecto Estrella 2007 en el cual ocupa el 2ndo lugar del mismo. De entre más de 20,000 en el año 2008 audiciona en el reality show Latin American Idol y logra estar entre los 12 finalistas.

## En la música

### Proyecto Estrella 20-30
En el 2005 ingresa a este concurso el cual es organizado por el Club Activo 20-30 con el fin de encontrar nuevos artistas en Panamá. Es así como Anne Lorain después de ser considerada en su primera audición con la canción "Amo" de Axel Fernando, se prepara de entre miles de chicos con la esperanza de llegar a ser un ícono musical dentro de este proyecto y pues logrando así ser finalista del mismo. Luego de varias semanas de entrenamiento intensivo de vocalización, música y proyección escénica, Anne Lorain con más práctica logra salir al escenario a interpretar el tema "Colgado" de David Bustamante y aunque no llegase a ganar el concurso, obtuvo el premio especial como la favorita de los televidentes el cual se hizo por llamadas telefónicas.
En el año 2007 con más preparación aún Anne Lorain continúa su sueño audicionando en el Proyecto Estrella 20-30 2007 pasando varios filtros. En su primer filtro interpretó A Cappella el tema "Sería Fácil" de Luis Fonsi, en su segundo filtro interpretó con pista el tema "El frío de tu adiós" de Olga Tañon. Llegando así a la etapa del teatro con un jurado más exigente y experimentado Anne Lorain logra impresionar con su interpretación de la canción "Cuando una Mujer" de Melina León, Es así como llega a formar parte de los 8 finalistas del concurso.
Alejandro Lagrotta, Zilia Toledano, Rómulo Castro y Juan Carlos Tapia fueron los encargados de elegir esa noche al ganador o ganadora del Proyecto Estrella 20-30 2007. Con un maravilloso opening de la canción oficial del concurso Anne Lorain junto a sus 7 compañeros logran llenar el Teatro Balboa de mucha emoción, dando así inicio al concierto.
La mecánica se basaba en que los 3 primeros lugares del concurso debían enfrentarse nuevamente a una segunda ronda. Anne Lorain pasó luego de cantar "Mi Tierra" de Gloria Estefan y en su segunda ronda interpretó el tema de Gilberto Santa Rosa "Que alguien me diga" (versión balada) obteniendo el 2ndo lugar del concurso. Con esta experiencia Anne se llevó muchos recuerdos y adquirió enseñanzas en distintos ámbitos.

### Latin American Idol
El 3 de mayo de 2008 con un sueño más profundo Anne Lorain, que siempre observaba los realities shows ya fuesen en inglés o en español... Le encantó la idea de audicionar en lo que sería Latin American Idol 2008 ya que no dejaba de seguirlo y su pasión era la música pues lo que más quería era poder demostrar ese gran don a millones de personas a nivel latinoamericano. Fue así como pasó lo que serían los 2 primeros filtros para ir luego a la audición donde interpretó el muy gustado tema " Te quiero, Te quiero " del reconocido cantante Nino Bravo con el cual se llevó el reconocimiento como una de las mejores audiciones de la temporada, Con un sí contundente de cuales fueran los 4 jueces (Mimí, Jon Secada, Gustavo Sánchez y José Gaviria) consiguió su Tiquete Dorado o Golden Ticket para la etapa de Teatro en la ciudad de Buenos Aires, Argentina.
Fueron 100 los participantes escogidos de diferentes países de Latinoamérica. En esta fase Anne Lorain interpretó A Cappella en el 1.er día de esta etapa de Teatro la canción "Cuando a mi lado estás" de Ricardo Montaner, enseguida pasó se preparó junto a su compañero Jairo de República Dominicana para la segunda prueba ese mismo día que serían los Dúos, le tocó interpretar el tema " Tu recuerdo" de Ricky Martin en el cual obtuvo críticas buenas y constructivas.
Pocas horas después recibió la noticia de que había avanzado a la siguiente fase en la que a los finalistas le darían más facilidad y así poder cantar con una pista de fondo ya que el grupo era mucho más reducido. Anne interpretó " Lo que son las cosas" de Ednita Nazario canción con la cual emocionó mucho a los jurados especialmente a Gustavo Sánchez. Poco después le dieron el pase para avanzar a la etapa de los Talleres o comúnmente llamados Workshops.
Regresaron los 30 escogidos a sus respectivos países y a Anne le tocó prepararse para el 2ndo workshop en el cual cantó "Amor a medias" de Ha*Ash una canción un poco diferente de género Pop Rock. Al día siguiente en la noche de los resultados Anne Lorain con lágrimas de emoción se llevó la sorpresa de pasar directamente a los conciertos como la concursante más votada de la noche con récord en mensajes de texto de temporadas.
Con un popurrí de Miguel Bosé los 12 finalistas abrieron el 1.er concierto de Latin American Idol, una noche llena de mucha alegría, emoción y talento de sobra. Anne Lorain interpretó el tema "Rayando el Sol" de la agrupación Maná recibiendo críticas muy interesantes.
La siguiente noche de resultados se sentía mucha tensión en el estudio del programa ya que se sabía que vendría la parte más difícil que sería la eliminación, pero lo raro del caso es que no fue una eliminación doble como lo esperado ya que en las temporadas pasadas fue así, esta vez fue triple la eliminación, la cual dejó a muchos sorprendidos. Esa noche mucho talento se quedó en el camino por cuestión de votos... Entre los eliminados de la noche estuvieron Jesús Pardo de México, Francisca Silva de Chile y Anne Lorain de Panamá.

### Carrera como Solista
Inicia su carrera como solista en el año 2008, lanzando su primer tema musical “Canta Corazón” compuesto por Alejandro Lagrotta e Ingrid de Icaza posicionándose en los primeros lugares en emisoras de la ciudad capital. Luego del éxito de esta canción sigue trabajando en su primera producción musical lanzando así su segundo tema en el año 2009 bajo el título “Más nada para ti” compuesta por Juanri Della Togna teniendo gran aceptación del radioescucha.
Recientemente Anne Lorain continúa trabajando en sus próximos temas para finalizar su primera producción discográfica trabajada en Trilogy Studio bajo la dirección de Mario Spinali, Dan Mellado y Eduardo Bosano.

## En el Teatro

### Musical de Disney "Aladino"
Anne Lorain realiza su primer debut como actriz interpretando el papel de la princesa “Jazmin” de la gran obra de teatro musical “Aladino” con el sello Disney, puesta en escena en el Teatro en Círculo Panamá en fechas próximas a partir del 8 de abril al 9 de mayo de 2010, bajo la dirección de Edwin Cedeño.

#### Cast
- Rafael Moreno (Aladino)
- Anne Lorain Lanier (Jazmín)
- Andrés Morales (Genio)
- Oriel Ospina (Abu)
- Gabriel Pérez Matteo (Jafar)
- David Valencia (Sultán)
- Andy Zeng (Alfombra)
- Juan Carlos Yeep (Iago)
- Diego de Obaldía (Razoul)
- Alejandra Arauz (Mezzo-Soprano)
- Nicole Renee Méndez (Mezzo)
- Irene Bermúdez (Mezzo-Soprano)
- Diana  Villamonte (Mezzo)
- Patricia Camarena (Soprano)
- Irving Brown (Barítono)
- Juan Carrillo (Bajo-coros)
- Eduardo Medina (Tenor)
- Carlos Rodríguez (Tenor)
- Fernando Beseler (Tenor)

Ésta es una historia en donde los niños aprenden jugando y disfrutan desde el humor de los personajes.
“Aladino y el Genio de la lámpara”, es una obra cómica e inminentemente interactiva y familiar, donde el público es protagonista de la historia. Junto al humor y la magia, nos transportamos al mundo de un Aladino: joven, pillo y generoso, que con su gran amigo el Genio nos hacen pensar que cualquier deseo se puede hacer realidad.
Es una adaptación del cuento “Aladino y la lámpara maravillosa” del libro “Las mil y una noche” del cual se conservan los personajes de Aladino, el Genio de la lámpara, el “malo”, la princesa y el Sultán, siendo todos personajes pícaros y llenos de simpatía, propio del teatro cómico infantil, quienes recrean una historia llena de valores como la autoestima, la confianza en sí mismo y la generosidad, entre otros.

### Otras Obras
- El Mago de Oz
- La jaula de las locas (obra de teatro)

## En la Televisión
Anne Lorain incursiona como presentadora del programa "Es Domingo" del canal RCM, ahora conocido como NEXtv. Este programa era de carácter familiar y en el mismo se hacían sketches y reportajes entretenidos e interesantes de varios temas de la actualidad.
También se ha destacado con su participación en numerosos comerciales y reconocidas marcas como Movistar, Neutrogena, entre otras.
Actualmente está realizando las grabaciones de la película A Borde de Cama, en la que será antagonista. A Borde de Cama es la historia de todos aquellos que sufren cuando no tienen a quien amar. Es un drama que, sin embargo, recurre a un humor ácido y sarcástico.

## Interpretaciones de Anne Lorain

### Interpretaciones en el Proyecto Estrella 20-30
- "Amo" de Axel Fernando (Audición del Proyecto Estrella 2005)
- "Colgado" de David Bustamante (Final del Proyecto Estrella 2005)
- "Sería Fácil" de Luis Fonsi (Primer filtro del Proyecto Estrella 2007)
- "El frío de tu adiós" de Olga Tañón (Segundo Filtro del Proyecto Estrella 2007)
- "Cuando una Mujer" de Melina León (Etapa Teatro del Proyecto Estrella 2007)
- "Mi Tierra" de Gloria Estefan (Final del Proyecto Estrella 2007)
- "Que alguien me diga" de Gilberto Santa Rosa (Final del Proyecto Estrella 2007)

### Interpretaciones en Latin American Idol 2008
- "Herida" de Brenda K. Starr (Primer filtro)
- "Lo que son las cosas" de Ednita Nazario (Segundo Filtro)
- "Te quiero, Te quiero" de Nino Bravo (Audición)
- "Cuando a mi lado estás" de Ricardo Montaner (Fase de Teatro - A Cappella)
- "Tu recuerdo" de Ricky Martin (Fase de Teatro - Dúos)
- "Lo que son las cosas de Ednita Nazario (Fase de Teatro - Con Pista)
- "Amor a Medias" de Ha*Ash (Fase Workshops)
- "Rayando el Sol" de Maná (Primer Concierto)

## Participación en Tu Cara Me Suena
Anne Lorain debuta como participante de Tu cara me suena el 11 de septiembre de 2013, el cual será transmitido por Televisora Nacional (Panamá). Éste es un programa de televisión español de éxito internacional emitido por Antena 3. En él, ocho famosos (cuatro mujeres y cuatro hombres) deben caracterizar a un reconocido cantante e interpretar una de sus canciones más famosas.
El lugar escogido para este concurso será el Teatro Balboa de la Ciudad de Panamá.
Como presentador estará Eddy Vásquez al mando del programa y quienes se encargarán de juzgar las actuaciones de Anne Lorain y el resto de los participantes serán Paulette Thomas, Wyznick Ortega, Emilio Regueira y Miguel Estéban. Los mismos deberán valorar a los concursantes dando una puntuación diferente a cada uno (4, 5, 6, 7, 8, 9, 10 y 12 puntos). Además al finalizar las presentaciones, los concursantes darán 5 puntos cada uno al compañero que crea que lo ha hecho mejor.
Sus compañeros serán Angie Cabrera, Lorena Toledano, Janelle Davidson, Nigga, Miguel Oyola, Herman Bryden y Leopoldo Mojica.

### Puntuaciones
- 1.ª gala: Britney Spears (26 puntos) Séptima.
- 2.ª gala: Rocío Dúrcal (33 puntos) Sexta.
- 3.ª gala: Yuri (28 puntos) Séptima.
- 4.ª gala: Justin Bieber (34 puntos) Cuarta.
- 5.ª gala: Christina Aguilera (29 puntos) Sexta.
- 6.ª gala: La India (54 puntos) Segunda.
- 7.ª gala: Cristian Castro (28 puntos) Sexta.
- 8.ª gala: Katy Perry (22 puntos) Octava.
- Semifinal: Selena (35 puntos) Cuarta. (No pasa a la final).
- Gala Final: Chino & Nacho como "Nacho".

## Discografía

### Singles
- Canta Corazón (2009)
- Más nada para ti (2009)